# Aubeterre-sur-Dronne
Aubeterre-sur-Dronne – miejscowość i gmina we Francji, w regionie Nowa Akwitania, w departamencie Charente.
Według danych na rok 1990 gminę zamieszkiwało 388 osób, a gęstość zaludnienia wynosiła 162 osób/km² (wśród 1467 gmin regionu Poitou-Charentes Aubeterre-sur-Dronne plasuje się na 638. miejscu pod względem liczby ludności, natomiast pod względem powierzchni na miejscu 1136.).